# 平織

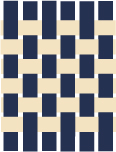
平織の組織図

平織（ひらおり）とは、経糸（たていと）と緯糸（よこいと）を交互に浮き沈みさせて織る、最も単純な織物組織である。できあがった模様は左右対称になる。丈夫で摩擦に強く、織り方も簡単なため、広く応用されている。三原組織の一つ。
中でも経糸と緯糸を2本もしくは数本ずつ引き揃えて織ったものを魚子織（斜子織、ななこおり、basketweave）と言う。代表的な織物にオックスフォード（オックス）がある。

## 代表的な平織の織物
- 綿織物
  - エンドオンエンド
  - オーガンジー
  - オックスフォード（オックス）
  - かなきん
  - キャラコ
  - ギンガム - 先染めの綿織物。格子柄、縦縞柄。ギンガム・チェック。
  - クレープ（綿ちぢみ）
  - シーチング
  - シャンブレー - 名前の由来は、フランスのカンブレ（Cambrai）という所で初めて織られたことから。
  - ジョーゼット
  - ダンガリー - 狭義には綾織のものをいい、平織のものはシャンブレーというとも説明される[1]
  - トワル
  - ブロード（ポプリン）
  - ボイル（英語版）
  - モスリン
  - ローン - 薄手の粗く織った平織の織物。
  - 浴衣地
  - 帆布
- 麻織物
  - 生平
  - 上布
  - ズック
  - ちぢみ - 小千谷縮など。
  - 麻帆布
- 毛織物
  - ウールシャンタン
  - サキソニー（サクソニー）
  - トロピカル
  - フレスコ - 夏用の織物。
  - ブロード（ポプリン）
  - ポーラ - 夏用の織物。
  - マットウース - 英語で梳毛糸の事。
  - メルトン
  - モスリン
- 絹織物
  - あしぎぬ
  - お召
  - 黄八丈
  - 塩瀬
  - シフォン
  - シャンタン
  - ジョーゼット
  - タフタ
  - ちりめん
  - 紬
  - 羽二重
  - 富士織
  - ブロード（ポプリン）
  - 銘仙